# 斯泰夫雷克嶺

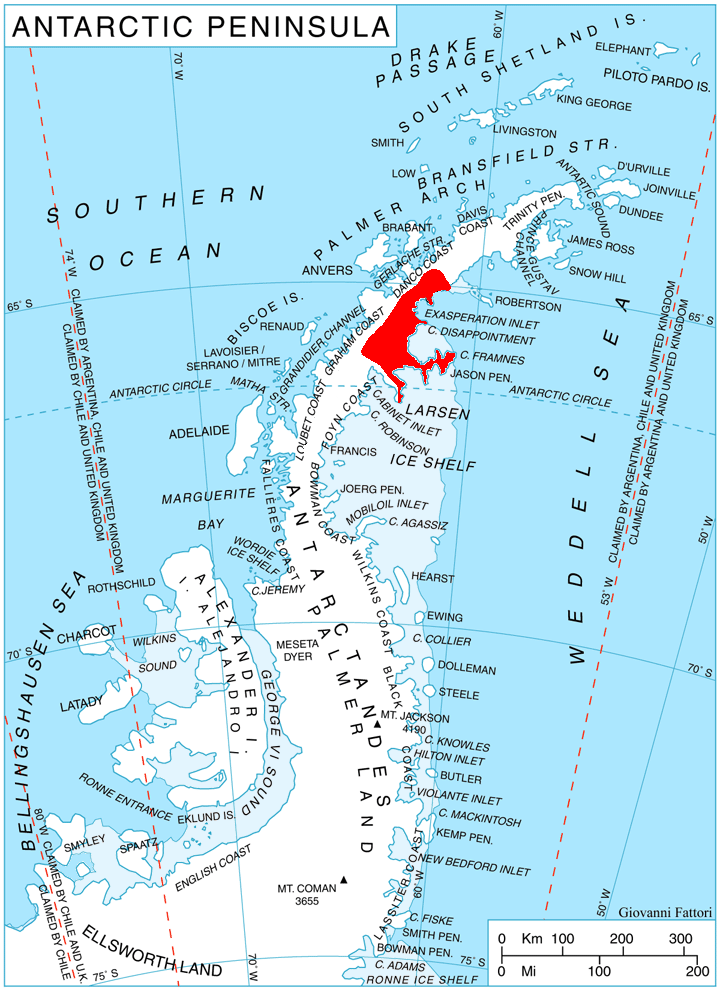

65°26′35″S 62°25′00″W / 65.44306°S 62.41667°W
斯泰夫雷克嶺是南極洲的山嶺，位於葛拉漢地，屬於亞里斯多德山脈的一部分，全長29.9公里、寬4.1公里，最高點海拔高度1,300米，以保加利亞東北部的鄉鎮命名。

## 外部連結
- Stevrek Ridge. （页面存档备份，存于） SCAR Composite Antarctic Gazetteer.